# 15-я Кубанская кавалерийская дивизия
15 кавалерийская Кубанская дивизия — воинское соединение РККА в 1932—1941 годах.

## История дивизии
Сформирована в середине марта 1932 г. на базе 5-й Кубанской кавалерийской бригады.
Весной 1941 г. расформирована. 61-й и 118-й кавалерийские полки переформированы в 61-й моторизованный полк 61-й танковой дивизии.

## Состав

### На 1932—1937 гг.
- Управление (пос. Даурия)
- 64 Кавказский кавалерийский полк прибыл из ЗакВО (разъезд № 74)
- 73 кавалерийский полк (пос. Даурия)
- 74 кавалерийский полк (пос. Даурия)
- 75 кавалерийский полк — до 1936 г. (Нерчинск)
- 90 ? кавалерийский полк — с 1936 г. (пос. Даурия)
- 15 механизированный дивизион, с 09.32 г. 15 механизированный полк (пос. Даурия)
- 15 конно-артиллерийский полк (пос. Даурия)
- 15 отдельный сапёрный эскадрон (пос. Даурия)
- 15 отдельный эскадрон связи (пос. Даурия)
- 15 отдельный gвиаотряд, 15 легкий переправочный парк, 15 автоколонна, 15 перевязочный отряд (пос. Даурия)

В 1936 г. 75-й кавалерийский полк передан в формирующуюся 31-ю кавалерийскую дивизию.
Дислокация на 1938 г. — Даурия, Харанор.

### На 1940 г.
- Управление (Пятигорск)
- 23 кавалерийский полк (ст-ца Невинномысская)
- 61 кавалерийский полк (Георгиевск)
- 118 кавалерийский полк (Моздок)
- 143 кавалерийский полк (Пятигорск)
- 20 танковый полк
- отдельный конно-артиллерийский дивизион, отдельный сапёрный эскадрон, отдельный эскадрон связи

К 1.11.40 г. имела:
- 6622 человека личного состава, в том числе — 595 начальствующего, 1283 младшего начальствующего, 4744 рядового состава; 5839 лошадей, в том числе — 4482 строевых, 887 артиллерийских, 470 обозных; 332 автомашины, в том числе — 19 легковых, 209 грузовых, 104 специальных; 21 мотоцикл; 13 тракторов; 305 ручных пулеметов; 64 станковых пулемета; 26 зенитных пулеметов; 80 45-мм пушек (включая танковые), 28 76-мм пушек, 8 122-мм гаубиц; 66 танков, в том числе — 2 Т-26, 64 БТ; 9 бронеавтомобилей.

## Командиры

### Начальники дивизии
- 22.02.1932 − 07.02.1936 — Рокоссовский, Константин Константинович
- 10. 02.1936 − ? — полковник Трофимов, Александр Ефремович
- 25.03.1938 − 16.07.1939 — полковник Малеев, Михаил Федорович
- 16.07.1939 − 03.1941 — полковник Филатов, Александр Алексеевич (комбриг, с 4.06.40 г. генерал-майор)